# Peter Lassen
Peter Lassen (ur. 4 października 1966 w Kopenhadze) – duński piłkarz grający na pozycji napastnika, król strzelców Superligaen sezonu 1999/2000.

## Życiorys
Był juniorem BK Vebro. Seniorską karierę rozpoczął w Hvidovre KFUM. W 1990 roku był zawodnikiem Køge BK i Hvidovre IF, a na początku 1991 roku przeszedł do BK Frem. W Superligaen zadebiutował 17 marca 1991 roku w wygranym 3:0 spotkaniu z Odense BK. W BK Frem występował do końca 1992 roku, rozgrywając w jego barwach łącznie 29 spotkań w Superligaen. Na początku 1993 roku wrócił na krótko do Hvidovre IF, po czym podpisał kontrakt z AB. Z klubem tym w 1996 roku awansował do Superligaen, a w rundzie jesiennej sezonu 1996/1997 zdobył 14 bramek. W grudniu 1996 roku przeszedł do Eendracht Aalst. W Eerste klasse zadebiutował 21 grudnia 1996 roku w przegranym 0:3 spotkaniu z Anderlechtem. Lassen wystąpił w 48 meczach ligowych w Belgii, strzelając w nich 26 goli. We wrześniu 1998 roku został piłkarzem Silkeborg IF. Na początku 2000 roku wystąpił w trzech nieoficjalnych meczach reprezentacji, zdobył również bramkę 2 lutego przeciwko Norwegii (2:4). W sezonie 1999/2000 został królem strzelców Superligaen z 16 golami. Pod koniec 2000 roku wskutek kontuzji zakończył karierę.
Po zakończeniu kariery zawodniczej pracował jako sprzedawca w Viasacie. Od 2008 roku pełni różne funkcje w Hvidovre IF: jako dyrektor finansowy (2008–2010), asystent trenera (2010–2013) i dyrektor sportowy (od 2013).

## Statystyki ligowe
| Sezon         | Klub             | Liga          | Mecze | Gole |
| ------------- | ---------------- | ------------- | ----- | ---- |
| 1991          | Boldklubben Frem | Superligaen   | 13    | 4    |
| 1991/1992     | Boldklubben Frem | Superligaen   | 12    | 1    |
| 1992/1993 (j) | Boldklubben Frem | Superligaen   | 4     | 0    |
| 1995/1996     | Akademisk BK     | 1. division   | ?     | 29   |
| 1996/1997 (j) | Akademisk BK     | Superligaen   | 18    | 14   |
| 1996/1997     | Eendracht Aalst  | Eerste klasse | 16    | 10   |
| 1997/1998     | Eendracht Aalst  | Eerste klasse | 30    | 15   |
| 1998/1999 (j) | Eendracht Aalst  | Eerste klasse | 2     | 1    |
| 1998/1999     | Silkeborg IF     | Superligaen   | 21    | 11   |
| 1999/2000     | Silkeborg IF     | Superligaen   | 25    | 16   |
| 2000/2001 (j) | Silkeborg IF     | Superligaen   | 12    | 2    |